# Dicentria fera
Dicentria fera är en fjärilsart som beskrevs av Paul Dognin 1908. Dicentria fera ingår i släktet Dicentria och familjen tandspinnare. Inga underarter finns listade i Catalogue of Life.